# Blegind (plaats)
Blegind is een plaats in de Deense regio Midden-Jutland, gemeente Skanderborg. De plaats telt 243 inwoners (2008).